# NGC 386
NGC 386 é uma galáxia elíptica (E3) localizada na direcção da constelação de Pisces. Possui uma declinação de +32° 21' 45" e uma ascensão recta de 1 horas, 07 minutos e 31,2 segundos.
A galáxia NGC 386 foi descoberta em 4 de Novembro de 1850 por William Parsons.